# Germaine Greer

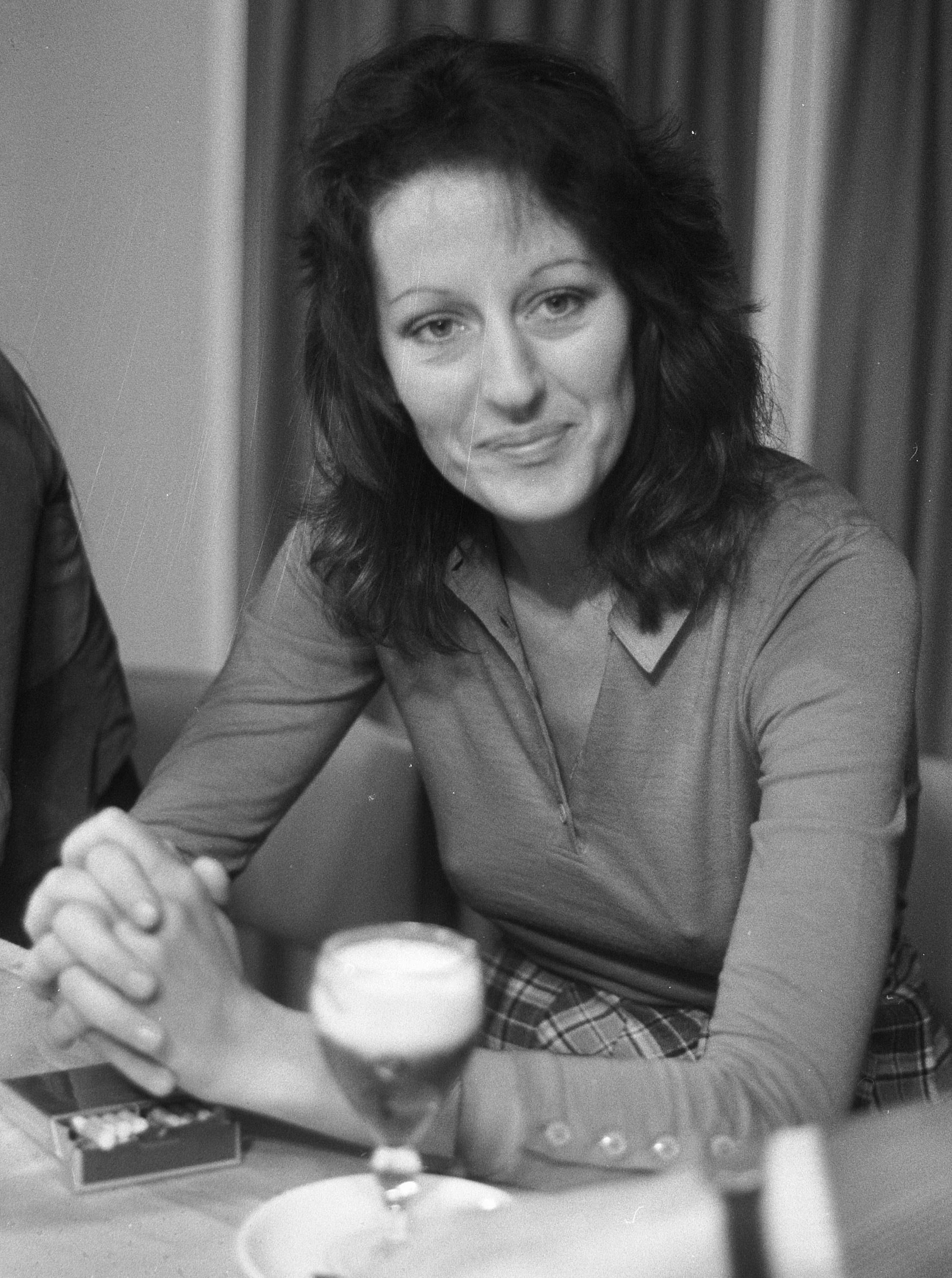
Germaine Greer 1972

Germaine Greer, född 29 januari 1939 i Melbourne, Victoria, är en australisk forskare och författare som allmänt anses vara en av de mest inflytelserika feministiska rösterna i modern tid.
Greer har författat flera hyllade böcker. År 1970 publicerades Den kvinnliga eunucken; boken blev en bästsäljare och gjorde henne välkänd i vida kretsar, och skapade många såväl beundrare som kritiker till Greer. Hennes idéer har fortsatt att skapa debatt sedan dess.
Greer blev år 2005 utsedd till hedersdoktor vid University of Sydney.

## Biografi
Greer växte upp i Mentone som är en förort till Melbourne. Efter en utbildning på en klosterskola – Star of the Sea College i Gardenvale i Melbourne – erhöll hon ett stipendium som lät henne skriva in sig vid University of Melbourne. Vid universitetet gick hon under smeknamnet Germaniac Queer. Efter avslutad examen flyttade Greer till Sydney, där hon anslöt sig till Sydney Push, en grupp av intellektuella socialanarkister.
Greer fick sitt första arbete som föreläsare vid University of Sydney där hon blev Master of Arts 1963 med en uppsats om Lord Byron. Följande år fick hon ett Commonwealth Scholarship, ett stipendium som hon använde för att bekosta sina doktorandstudier vid universitetet i Cambridge, där hon anslöt sig till det helt kvinnliga Newnham College.
Greer gick med i studentteatergruppen Cambridge Footlights, vilket blev en språngbräda in i Londons konstnärs- och mediascen. Under pseudonymen Rose Blight skrev hon en trädgårdsspalt för den satiriska tidskriften Private Eye, och under signaturen Dr. G blev hon en regelbunden bidragsgivare till undergroundtidskriften OZ magazine som ägdes av den australiske författaren Richard Neville.
Greer disputerade för doktorsexamen 1968 på en avhandling om Shakespeares tidiga komedier. Samma år gifte hon sig med den australiske journalisten Paul du Feu, men äktenskapet varade enbart i tre veckor, och skilsmässan blev slutgiltig 1973. Greer föreläste i engelska vid University of Warwick mellan 1968 och 1972. Senare undervisade hon vid University of Tulsa där hon år 1982 grundade tidskriften Tulsa Studies in Women's Literature. Mellan 1989 och 1996 var hon verksam vid Newnham College. Därifrån avgick hon efter en skandal som uppstod då hon försökte förhindra anställningen av en transsexuell kollega.
Greer har haft stor betydelse som feministisk historiker och debattör. Hennes böcker Den kvinnliga eunucken (The female eunuch, 1970) där hon går igenom hur "kvinnan" formats och boken Hinderloppet (The Obstacle race, 1980) om kvinnliga konstnärer från medeltid till 1900-talet, är klassiker inom historisk forskning om kvinnans sociala situation genom tiderna. Med undantag för dessa två klassiker har många av Greers övriga verk uppfattats, speciellt av australiska akademiker, mera som provokativa debattböcker än som historisk forskning.
Greer deltog år 2005 i den brittiska dokusåpan Celebrity Big Brother. Efter fem dagar fick hon nog och menade att hon utsattes för mobbning. Stämningen i huset liknade hon vid ett "fascistiskt fängelse".